# 哈桑清真寺 (巴林)
哈桑清真寺是一座位于巴林布赛庭的一座清真寺。清真寺由穆罕默德·本·优素福·哈桑建造，于2018年建成，融合了古代、传统和现代伊斯兰艺术风格，有 12 个圆顶、两个宣礼塔和巴林最大的米哈拉布。 

## 结构
该清真寺由土耳其建筑师设计，于 2018 年完工。清真寺有两个奥斯曼风格的圆锥形宣礼塔，高 55 米；穹顶总数为12个，主穹顶周围环绕着 4 个中等大小的穹顶，下方是 7 个较小的穹顶，所有穹顶均由阿联酋制造，由玻璃纤维制成。清真寺的柚木大门在印度制成，而地毯和 21 个枝形吊灯在土耳其制造。
清真寺包括两个祈祷厅、一个古兰经中心、两个功能厅、一个媒体中心和供伊玛目、穆斯林、清洁工和工人使用的住房。祈祷厅和门廊可容纳 2000 名礼拜者。
米哈拉布采用埃及风格，由埃及工程师和专家制作。

## 旅游
除了作为礼拜场所外，这座清真寺还于 2022 年 1 月开始开放参观